# عبد الوهاب العوضي
عبد الوهاب العوضي هو لاعب كرة قدم كويتي محترف من مواليد 2 يونيو (حزيران) 2002، ويلعب في مركز الظهير الأيمن مع نادي العربي ومنتخب الكويت لكرة القدم.

## مسيرته الرياضية
بدأ عبد الوهاب العوضي مسيرته الرياضية في كرة القدم عام 2015 بالانضمام إلى فريق شباب نادي اليوموك، حيث لعب بشكل أساسي في مركز المهاجم، وتوج هدافًا للدوري الكويتي لكرة القدم للشباب، ثُمّ انتقل إلى الفريق الأول لنادي اليرموك، وكانت له مُشاركات محدودة مع الفريق على مدار موسمين، وتُوج مع الفريق بلقب دوري الدرجة الأولى الكويتي لكرة القدم لموسم 2023-2024، قبل أن يترك الفريق لينضم إلى صفوف النادي العربي في مُنتصف عام 2024.
كانت أولى مُشاركات عبد الوهاب العوضي مع الفريق الأول للنادي العربي لكرة القدم بعد التعاقد معه خلال مُباراة الفريق أمام فريق نادي التضامن في الأسبوع الحادي عشر من الدوري الكويتي الممتاز لكرة القدم لموسم 2024-2025، حيث لعب في مركز الظهير الأيمن، وحصل على لقب لاعب الأسبوع لأدائه المميز في تلك المباراة. أصبح عبد الوهاب العوضي بديلًا أساسيًا خلال ذلك الموسم، وشارك لأول مرة في مباراة نهائي بطولة كأس ولي العهد أمام نادي الكويت، حيث تسبّب في ركلة جزاء ضد فريقه في الدقيقة 120 من المباراة بعد عرقلته للاعب فريق نادي الكويت محمد مرهون، مما أدى إلى تسجيل هدف في شباك النادي العربي وخسارته للمباراة. وبعد أدائه المتألق خلال موسم 2024-2025 من الدوري الكويتي الممتاز لكرة القدم، استُدعي عبد الوهاب العوضي لكي ينضم إلى المنتخب الوطني الكويتي لكرة القدم، ويُشارك مع منتخب بلاده لأول مرة في مُباراته أمام منتخب كوريا الجنوبية لكرة القدم خلال تصفيات آسيا المؤهلة لبطولة كأس العالم 2026.

## إحصائيات

### الأندية
آخر تحديث 21 مايو 2025
.
| اسم النادي    | الموسم                     | بطولة الدوري              | بطولة الدوري  | بطولة الدوري | الكأس         | الكأس       | البطولات القارية | البطولات القارية | أخرى          | أخرى        | المجموع       | المجموع     |
| اسم النادي    | الموسم                     | القسم                     | عدد المباريات | عدد الأهداف  | عدد المباريات | عدد الأهداف | عدد المباريات    | عدد الأهداف      | عدد المباريات | عدد الأهداف | عدد المباريات | عدد الأهداف |
| ------------- | -------------------------- | ------------------------- | ------------- | ------------ | ------------- | ----------- | ---------------- | ---------------- | ------------- | ----------- | ------------- | ----------- |
| نادي اليرموك  |                            |                           |               |              |               |             |                  |                  |               |             |               |             |
| 2022–23       | دوري الدرجة الأولى الكويتي | 2                         | 0             | 0            | 0             | —           | —                | 0                | 0             | 2           | 0             |             |
| 2023–24       | دوري الدرجة الأولى الكويتي | 1                         | 0             | 0            | 0             | —           | —                | 0                | 0             | 1           | 0             |             |
| النادي العربي | 2023-24                    | الدوري الكويتي لكرة القدم | 0             | 0            | 0             | 0           | 0                | 0                | 0             | 0           | 0             | 0           |
| النادي العربي | 2024-25                    | الدوري الكويتي لكرة القدم | 8             | 0            | 2             | 0           | 2                | 0                | 4             | 0           | 16            | 0           |
| المجموع       | المجموع                    | المجموع                   | 11            | 0            | 2             | 0           | 2                | 0                | 4             | 0           | 19            | 0           |

### المنتخبات الوطنية
آخر تحديث 10 يونيو 2025
.
| المنتخب الوطني          | السنة   | عدد المباريات | عدد الأهداف |
| ----------------------- | ------- | ------------- | ----------- |
| منتخب الكويت لكرة القدم | 2025    | 1             | 0           |
| المجموع                 | المجموع | 1             | 0           |

## الألقاب

### مع نادي اليروموك
- دوري الدرجة الأولى الكويتي 2023-24

### مع النادي العربي
- الدوري الكويتي الممتاز 2024–25